# 인제뉴어티
인제뉴어티(Ingenuity)는 퍼서비어런스가 화성에서 가기 어려운 절벽이나 협곡 등의 지형을 대신 탐사할 목적으로 제작된 화성 탐사용 드론이다. 약 30일 동안 화성을 날며 퍼서비어런스 로버의 탐사 대상을 정하고 길을 안내할 예정이다. 그리고 퍼서비어런스 로버와 데이터 교환도 하고, 지구와의 통신을 도와준다. 또 위험 대상과 주의 사항, 지형의 특이 사항을 미리 알려줄 예정이다. NASA에 퍼서비어런스 로버와 함께 제안되었으며, 인사이트와 같이 가는 MarCO와 비슷하다. 현재 2300만 달러를 배정받고 완성되었다. 2021년 4월 19일, 첫 번째 시험 비행에 성공했다. 수직 이륙 후 3미터의 높이에 도달함. 96도 회전한 후에 착륙했다. 4번의 시험 비행이 더 남아있다. 마지막 비행은 90초동안 이어지며, 100미터를 이동할 것이다.

## 역사
인제뉴어티를 탑재한 유나이티드 론치 얼라이언스(ULA)의 아틀라스 V 로켓이 2020년 7월 30일(현지시간) 화성을 향해 발사됐다.
미국 항공 우주국(NASA)의 '인제뉴어티(Ingenuity Mars)'가 2월 18일 화성 표면 착륙에 성공했다.
미국 항공 우주국은 현지시간 4월 19일 인제뉴어티가 화성 하늘을 비행하는 데 성공했다고 밝혔다. 이번 시험 비행은 한국시간으로 오후 4시 반에 시작됐으며 이륙 후 초속 1ｍ 속력으로 약 3ｍ 높이까지 상승해 30초간 정지비행을 하고 착륙하는 방식이었던 것으로 알려졌다.

## 제작 배경
NASA와 JPL, 그리고 칼텍은 마스 2020과 같이 보낼 탐사선으로 이 탐사선을 정했다. 이 세 팀으로 이루어진 회의 팀에서 카메라가 마스 2020의 카메라 해상도의 10배에 프로펠러를 달은 큐브위성을 같이 보내자고 제안했다. 그리고 큐브위성의 특성상 활동기간이 길지 못하여서 하루에 3번 정도 비행할 수 있게 연구원들이 설계했다. 그래서 하루에 3번, 600m 이상을 날지 못한다. 또 큐브위성의 특성 때문에 30일 정도만 활동할 수 있을 것으로 과학자들이 생각하고 있다. 현재 이 프로젝트의 상임 위원은 MiMi Aung이다.

## 페이로드
카메라: 2개의 카메라로 퍼서비어런스보다 높은 해상도의 사진을 보내고 길을 안내하는 것이 목표이다.
프로펠러: 약 1.2m의 프로펠러로, 뜰 때 사용하는 것이 목표이다.
전력공급장치: 탐사선에 전력을 공급하는 것이 목표이다. 태양열을 동력으로 한다.

## 발사
발사는 2020년 7월 30일, 마스 2020 프로젝트의 일환으로서 퍼서비어런스 로버에 탑재되어 발사되었다. 발사체는 아틀라스 V다.

## 착륙
퍼서비어런스 로버와 함께 2021년 2월 18일, 제지로 크레이터에 착륙한다.

## 지원, 개발, 투자
- NASA
- JPL
- 록히드마틴
- 말린 우주 센터
- 보잉
- 칼텍
- 에어버스

## 같이 보기
- 화성 탐사
- 화성에 존재하는 인공물 목록